# Jeremih
Jeremiah Felton (Chicago, Illinois, 17 de julio de 1987), más conocido como Jeremih, es un cantante, compositor y productor discográfico estadounidense. 
En 2009, firmó un contrato con la discográfica Def Jam Recordings, debutando con el sencillo comercial "Birthday Sex". Con este, alcanzó el puesto número 1 en el Billboard Hot 100 de Estados Unidos. El éxito de Jeremih siguió conforme publicó su segundo álbum ,All About You, con su sencillo "Down on Me", el cual volvió a conseguir entrar dentro del top cinco de Billboard Hot 100. En 2014, su sencillo "Don´t Tell´em" se convirtió en su tercer éxito entre los diez primeros en el Billboard Hot 100. Tras varios retrasos, Jeremih realizó su tercer álbum, Late nights en 2015. Más tarde, Jeremih anunciaría la salida de un nuevo álbum, en colaboración con PartyNextDoor, Late Night Party. Actualmente, está trabajando en su cuarto álbum, Later That Night.

## Primeros años
Jeremih, nació en una familia con una gran tradición musical en Chicago. Este, comenzó a tocar instrumentos con 3 años. él solo aprendió a manejar el saxofón, tambor, platillos además del piano y añadiendo su talento vocal. Él aprendió a tocar instrumentos con solo el sentido auditivo sin haber sido entrenado antes de ninguna forma. Jeremih tenía un don. Pasó su juventud en Morgan Park High School, donde formó parte de la banda de marcha del mismo instituto, así como de una banda de jazz latino, donde aprendió a tocar instrumentos de percusión como congas y timbales. Además de ser un músico autodidacta, Jeremih era un magnífico estudiante lo que supuso el recibimiento de numerosos títulos académicos en su época de estudiante. Esto hizo, que le ascendiesen de curso, graduándose así un año antes. Jeremih esto se lo agradece eternamente a su familia, la cual daba mucha importancia a la educación y su formación tanto como persona como estudiante. Se graduó a la edad de 16 años, y dijo en una entrevista que se encontraba inmerso en muchos problemas durante el fin del instituto y el desarrollo de su etapa universitaria. Jeremih se matricularía más tarde en la Universidad de Illinois, así como Parkland College en Urbana-Champaign. Se interesó por el programa de ciencias de la ingeniería a sugerencia de su madre, como una opción de carrera segura. Tras pasar un semestre en la universidad estudiando ciencias de la ingeniería, quería cambiar su educación a algo más acorde con sus gustos, a sus pasiones musicales. Por ello, dejó la carrera de ingeniería, para dedicarse a la música en su nueva etapa en la escuela de arte Columbia College Chicago para más tarde hacer un máster en música comercial.

## Carrera musical

### 2009-2011:Jeremih & All About You

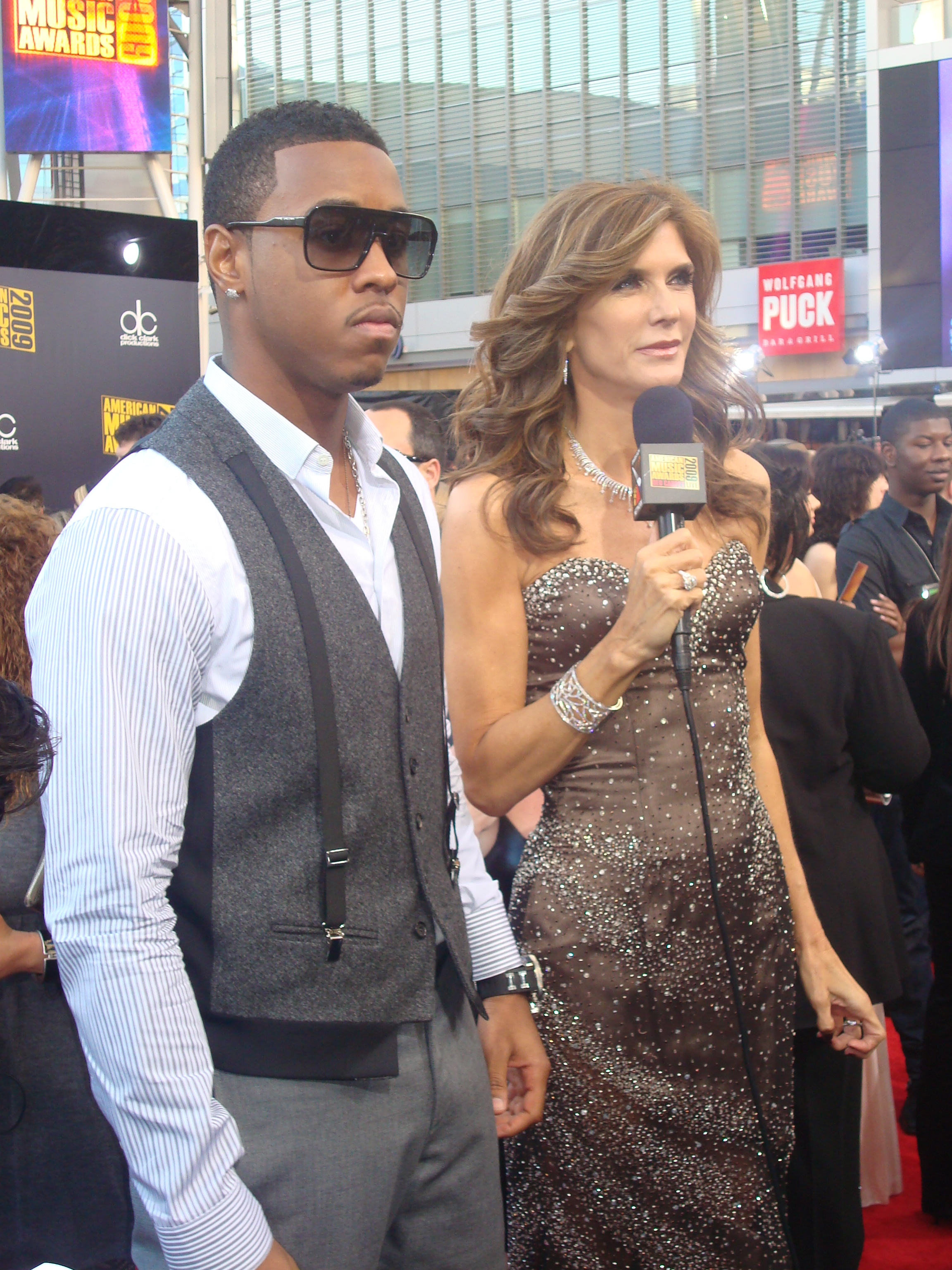
2009 Jeremih con Julie Morgan en los American Music Awards.

Mientras estudiaba en Columbia, Jeremih colaboró con la discográfica del productor Mick Schultz y juntos, crearon "My Ride". Jeremih received guidance from his cousin Day26 group member, Willie Taylor. Jeremih además, a lo largo de toda su carrera, ha recibido el numerosas ocasiones la ayuda de su primo Willie Taylor, que forma parte del grupo Day26. En febrero de 2009, Jeremih tomó el primer contacto con Def Jam y toda su plantilla, así como Russell Simmons o Karen Kwak. Tras trabajar para ellos, firmó finalmente para Def Jam Records. A principios de 2009, Jeremih debutaría con "Birthday Sex", llegando hasta el puesto número 4 en Billboard Hot 100. En su primer álbum con Def Jam, Jeremih debutó consiguiendo el top 6 en Billboard Hot 200 y vendiendo 59.000 copias en su primera semana. En la promoción del álbum, Jeremih tomó parte de America´s Most Wanted Tour, junto a Lil Wayne, Young Jeezy y Soulja Boy, entre otros. Su segundo sencillo "Imma Star (Everywhere We Are)", consiguió el top 51 en Billboard Hot 100.
En agosto de 2009, Jeremy fue elegido por Ron Huberman y el director Richard Daley, de la escuela pública de Chicago contra el abandono escolar. Sin embargo, la protesta de activistas en contra de la elección del CPS al elegir a Jeremih como figura para los estudiantes, diciendo que su música es inapropiada ya que promueve ideas como el sexo entre jóvenes entre otras. Huberman, argumentó, que los profesores eran unos ingenuos, al pensar que los alumnos no escuchaban la música de Felton. Daley también opinó que existe una libertad de expresión en la música y que Jeremih debería suponer un ejemplo de superación para los jóvenes, que además asistió a la misma escuela que ellos.
En septiembre de 2009, Jeremih representó en ABC daytime´s One Life to Live, junto al reconocido Lionel Richie. Ambos desempeñaron "Just Go", una canción de Lionel.
Más tarde, un 1 de junio de 2010, Jeremih llevó a cabo su primer sencillo de su segundo álbum, All About You con el nombre "I like" junto a Ludacris. Este sencillo, además, fue digitalizado en iTunes. Más rade, "Down on Me", junto a 50 Cent, fue su segundo sencillo confirmado en su álbum. Este título, consiguió ser número 1 durante 8 semanas en Rhythmic Billboard Chart. All About You fue publicado el 28 de septiembre de 2010, y ese mismo año, Jeremih junto a Rick Ross crearon la canción "That Way".

### 2012-2015:Late Nights

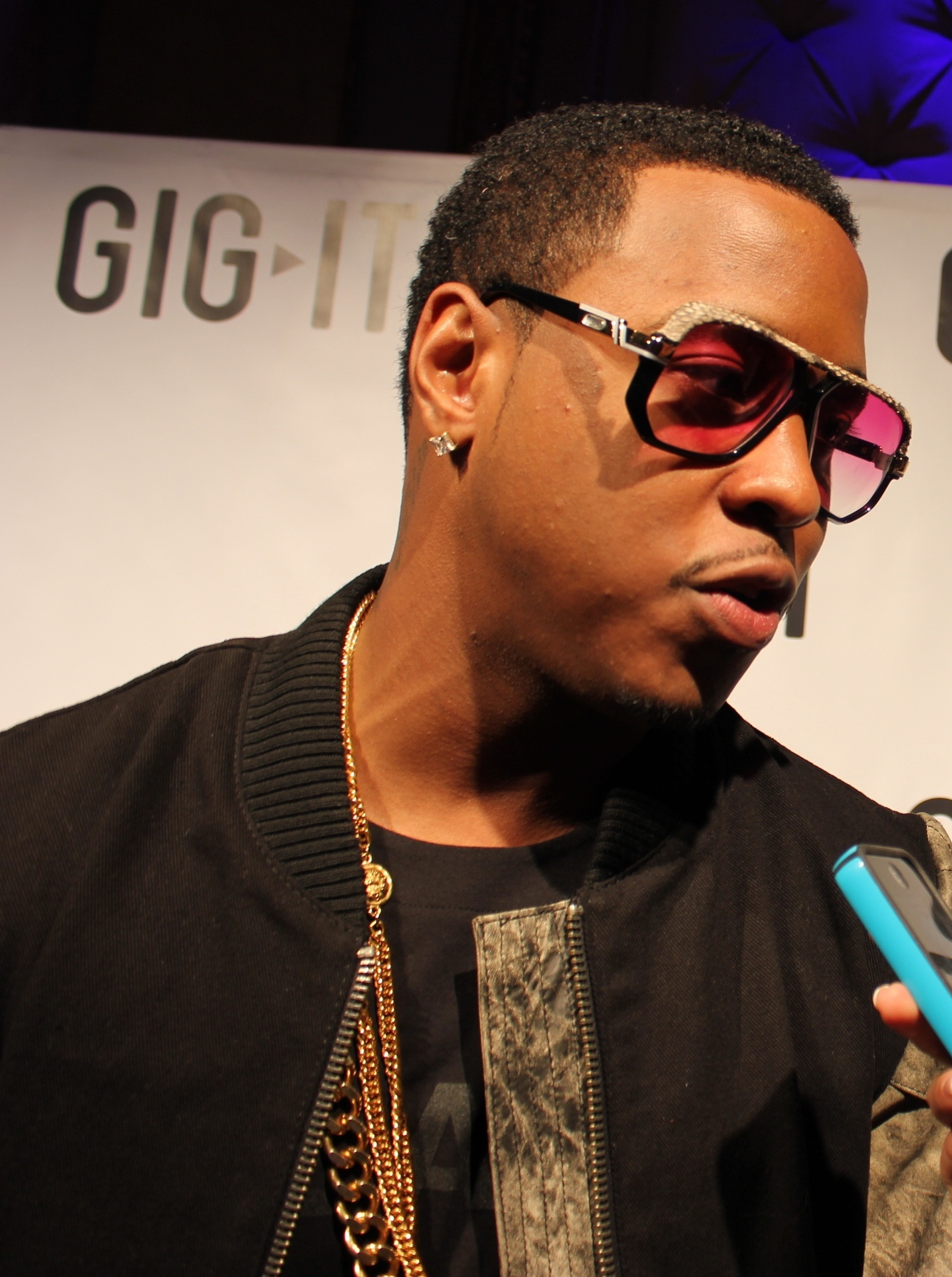

En diciembre de 2010, Jeremih confirmaba su tercer álbum, que recibiría el nombre en primer lugar de Thumpy Johnson. Sin embargo, ese álbum nunca se llegó a publicar. En su lugar, Jeremih lanzó su primer mixtape titulado "Late Nights with Jeremih" en 7 de agosto de 2012, que recibió muy buenas críticas. En octubre de 2012, Jeremih confirmó que todavía estaba trabajando en su tercer álbum de estudio y que sería lanzado a principios de 2013. También dijo que 50 Cent, T.I., Busta Rhymes y French Monatana serían presentados en el álbum. Jeremih también mencionó la posibilidad de trabajar con Diddy. También expresó su interés por trabajar con Alicia Keys, Missy Elliott o Adele.
"All the Time" apareció originalmente en su mixtape "Late Nights with Jeremih" pero fue reeditada con un verso adicional del rapero Lil Wayne. La canción fue lanzada el 16 de abril de 2013 para una descarga digital junto a The Game. El 19 de diciembre de 2013 apareció un video promocional colaborativo de Jeremih con el productor electrónico Shlohmo (enlace roto disponible en Internet Archive; véase el historial, la primera versión y la última). que debía estrenarse en febrero de 2014 junto a Wedidit y Young Money Entertainment. Los artistas habían trabajado previamente en una pista titulada "Bo Deep (Do U Right)" que fue parte de Yours Truly y Adidas originals, "Songs from Scratch Series"." El 17 de julio de 2014, Jeremih lanzó su colaboración "No More" con Shlohmo a través de su cuenta de Twitter. El primer sencillo del tercer álbum de estudio de Jeremih (retitulado "Late Nights") "Don't tell 'Em" con YG fue lanzado el 6 de junio de 2014. El segundo sencillo, "Planes" con J. Cole fue lanzado el 22 de enero de 2015. El primer sencillo promocional "Tonight Belongs to U!" Con Flo Rida fue lanzado el 21 de abril de 2015. El tercer sencillo, "Oui" fue lanzado el 30 de octubre de 2015. El segundo sencillo promocional, "Royalty" con Big Sean y Future fue lanzado el 29 de octubre de 2015. El tercer sencillo promocional "Peace Sign" con Fabolous y Red Cafe fue lanzado el 18 de noviembre de 2015. El cuarto sencillo, "Pass Dat" fue lanzado el 1 de diciembre de 2015. El 4 de diciembre, Jeremih finalmente lanzó el álbum ante la aclamación de las críticas. Para promocionar el álbum, Jeremih se embarcó en su "Late Nights Uncut Tour".

### 2016:Later That Night
El 7 de febrero de 2016, Jeremih reveló que su cuarto álbum de estudio será llamado, Later That Night en una entrevista con Billboard. Aparte de su propio trabajo, Jeremih ha estado trabajando recientemente junto a Kanye West y Nicki Minaj, a quienes reveló que ha estado escribiendo. No estaba seguro si algo de lo que ha hecho con West terminará en su octavo álbum de estudio, The Life of Pablo. Él y PartyNextDoor viajaron en 2016 y tenían planes para lanzar un proyecto conjunto.

## Estilo musical
Jeremih citó a Michael Jackson, Stevie Wonder y R. Kelly como sus mayores influencias. Él describió su música como "atemporal", llamándolos "músicos-artistas verdaderos." Con el lanzamiento de su álbum de debut, Andy Kellman de Allmusic comparó la voz de Jeremih con la de Slim de 112 y Raphael Saadiq, señalando que su "voz encantadoramente astuta ... es difícil que no guste". En contraste, Ken Capobianco de The Boston Globe sentía que la voz de Jeremih era "fina", mostrando "poco alcance". Jody Rosen expresó que Jeremih "tiene un camino con melodías y ganchos". Recibió comparaciones con The-Dream, R. Kelly y Stevie Wonder.